# Arnold Theiler
Sir Arnold Theiler (26 mars 1867 – 24 juillet 1936) est un vétérinaire et scientifique sud-africain né en Suisse, spécialisé dans les maladies infectieuses et considéré comme le père de la science vétérinaire en Afrique du Sud.

## Biographie
Arnold Theiler né à Frick, dans le canton d'Argovie en Suisse. Il suit ses études aux universités de Berne et Zurich où il suit entre autres les cours de Hans Schinz et Erwin Zschokke (de). En 1889, il obtient son diplôme de vétérinaire et s'installe à Beromünster.
En 1891, il émigre en Afrique du Sud. N'arrivant pas à gagner sa vie en exerçant sa profession de vétérinaire, il travaille en parallèle dans une ferme près de Pretoria, où il perd sa main gauche dans un accident,. Il arrive cependant à développer la même année un cabinet vétérinaire à Pretoria.
Il est nommé vétérinaire d'État en 1896 pour la république sud-africaine après avoir réussi à produire un vaccin pour combattre une épidémie de variole parmi les mineurs du Witwatersrand. Enrôlé pendant la seconde guerre des Boers de 1899-1902, il est le seul vétérinaire de l'armée de la république sud-africaine. Pendant cette période, son équipe de recherche développe un vaccin contre la peste bovine, une maladie infectieuse du bétail. Son énergie, son esprit pionnier et son intégrité professionnelle lui apportèrent une reconnaissance internationale.
Il décrit en 1919 ce qui est maintenant connu sous le nom de maladie de Theiler, l'une des causes les plus communes d'hépatite aigüe chez les chevaux, lorsqu'il observe les symptômes d'une maladie hépatique sur des animaux vaccinés contre la peste équine africaine avec une combinaison de virus vivant et d'antisérum équin.
Theiler est le premier directeur de l'Institut de recherche vétérinaire d'Onderstepoort, à côté de Pretoria. Sous sa direction, cet institut mène des recherches sur la peste équine africaine, la maladie du sommeil, le paludisme et plusieurs maladies à tiques comme la theilériose bovine et la babésiose. La faculté des sciences vétérinaires de l'université de Pretoria, dont Theiler est le premier doyen, s'y établit en 1920, ce qui permet aux vétérinaires de se former localement pour la première fois.
Il meurt d'une crise cardiaque à Londres peu avant que son fils Max n'y présente ses travaux sur un vaccin contre la fièvre jaune lors d'une conférence.

## Famille
Il est marié à Emma Sophie Jegge (1861–1951) et a deux fils et deux filles, dont les deux plus jeunes ont travaillé à Onderstepoort : 
- Hans (1894–1947), vétérinaire  ;
- Margaret (1896–1988), enseignante ;
- Gertrud (1897–1986), parasitologiste et professeur ;
- Max (1899–1972), prix Nobel de Physiologie et de Médecine en 1951 pour ses travaux sur la fièvre jaune.

## Distinctions
Il est fait commandeur de l'Ordre de Saint-Michel et Saint-Georges en 1907 puis chevalier-commandeur en 1914. La même année, il est anobli par le roi George V d'Angleterre.
Il est fait chevalier de l'Ordre de la Couronne de Belgique en 1912.